# Suraua
Suraua és un municipi suís del cantó dels Grisons, situat al districte de Surselva. Limita al nord amb les comunes de Vella i Cumbel, a l'est amb Duvin, al sud amb Sankt Martin, i a l'oest amb Vignogn i Degen.
La comuna és el resultat de la fusió l'1 de gener de 2002, de les comunes de Camuns, Surcasti, Tersnaus i Uors-Peiden.